# Helen Micallef
Helen Micallef (Birkirkara, 8 maggio 1950) è una cantante maltese.
Ha rappresentato Malta all'Eurovision Song Contest 1972 con il brano L-imħabba, in duetto con Joe Cutajar.

## Biografia
Helen Micallef ha debuttato nel mondo musicale negli anni '60 come parte del gruppo The Four Links. Nel 1968 ha vinto il Malta Song Festival cantando Ora tu capirai, mentre l'anno successivo è arrivata al secondo posto con Il-qawsalla. Ha fatto una terza apparizione di successo al festival nel 1992, quando le è stato insignito il premio per la migliore interpretazione con Mat-tneħid tal-mewġ.
Nel 1972 è stata selezionata per rappresentare il suo paese all'Eurovision Song Contest in duetto con Joe Cutajar. La loro canzone, L-imħabba, aveva vinto il Malta Song Festival pochi mesi prima, originariamente cantata da Carmen Vella e Mary Rose Mallia. Alla finale dell'Eurovision, che si è tenuta il 25 maggio 1972 ad Edimburgo, si sono piazzati all'ultimo posto su 18 partecipanti, con 48 punti totalizzati.

## Discografia

### Singoli
- 1972 - L-imħabba (con Joe Cutajar)